# La Machine à explorer le temps (film, 1960)
Pour plus de détails, voir Fiche technique et Distribution.
La Machine à explorer le temps (The Time Machine) est un film américain réalisé par George Pal, sorti en 1960. Il est inspiré du roman La Machine à explorer le temps de H. G. Wells.

## Résumé
Le 31 décembre 1899 à Londres, George (Rod Taylor), un inventeur passionné par l'écoulement du temps, discute chez lui de la quatrième dimension avec quatre de ses amis. Il leur affirme avoir inventé une machine à explorer le temps. Il leur en présente un modèle miniature, qui disparaît après qu'il l'a activé. Sceptiques, ses invités l'accusent d'avoir utilisé un tour de magie et se moquent gentiment de lui. Trois d'entre eux s'en vont. Le quatrième, Filby (Alan Young), reste un moment. George l'invite à revenir dîner, avec leurs compagnons, dans cinq jours.  
Aussitôt Filby parti, George va dans son laboratoire où est entreposée une machine grandeur nature. Après s'être assis dans l'appareil, il pousse le levier de vitesse vers l'avant. La machine part dans le futur. Il s'arrête le 13 septembre 1917, où il apprend que l'Angleterre est en guerre contre l'Allemagne. Il aperçoit un homme en uniforme, qu'il prend pour Filby. Mais il s'agit de son fils. Celui-ci l'informe que son père est mort récemment à la guerre. George retourne à sa machine et la fait repartir jusqu'au 19 juin 1940, où il tombe en plein bombardement. Il comprend que le monde est de nouveau en guerre. Il repart et s'arrête le 18 août 1966, où il s'émerveille devant un monde moderne et inconnu. Il rencontre de nouveau le fils Filby, devenu vieux, qui lui enjoint d'aller se cacher car « les champignons vont bientôt exploser ». De fait, une déflagration se produit, le ciel devient rouge et de la lave s'écoule dans les rues. George repart vers le futur. Prisonnier de la lave qui, une fois refroidie, est devenue une roche compacte, il voit les siècles défiler. Puis le minéral finit par s'éroder. 
George arrête sa machine le 12 octobre 802 701. Il se trouve près d'un imposant bâtiment en forme de sphinx. Il explore la nature environnante, d'aspect paradisiaque. Il découvre les habitants du lieu, qui s'ébattent près d'une rivière. Mais une jeune femme est en train de se noyer, sous le regard indifférent de ses compagnons. George la secourt. Elle s'appelle Weena et lui apprend que son peuple se nomme les « Élois ». Elle sympathise avec George. Celui-ci constate que les Élois vivent dans l'insouciance mais n'ont ni lois, ni gouvernement. Déçu, il veut repartir vers son époque. Mais sa machine a disparu. Des traces de roue montrent qu'elle a été traînée à l'intérieur du sphinx, dont la porte s'est refermée. Weena lui révèle que c'est l'œuvre des « Morlocks ». Elle le conduit dans un musée. Sur les rayons d'une bibliothèque, des livres se délitent quand il les feuillette. Weena ne sait pas lire. Des anneaux métalliques racontent le passé. George comprend qu'après une guerre nucléaire, des humains survivants ont choisi de vivre de deux manières différentes : soit dans des cavernes souterraines, soit à la lumière du soleil. Les premiers sont devenus les Morlocks. Ils entretiennent les seconds, les Élois, comme du bétail qui leur sert de nourriture. 
George veut récupérer sa machine. Weena lui indique que la seule façon d'entrer chez les Morlocks est d'emprunter l'un des puits. Il s'apprête à y descendre quand une sirène d'alarme retentit, celle-là même qu'il a entendue en 1966. Hypnotisés, les Élois se dirigent vers l'entrée du sphinx. George tente de rejoindre Weena mais la porte se referme. Décidé à sauver la jeune femme, il descend dans un puits. Au fond, il découvre l'antre des Morlocks, créatures monstrueuses et cruelles. Des Élois prisonniers sont conduits, à coups de fouet, vers le « garde-manger ». En affrontant les Morlocks, Georges constate que leurs yeux sont sensibles à la lumière car la lueur d'une allumette les fait reculer. Il incendie leur repaire et entraîne Weena et ses compagnons vers la sortie. Tous s'échappent sains et saufs. Les puits explosent l'un après l'autre et la terre recouvrant la caverne s'effondre. Un Éloi avertit George que la porte du sphinx s'est rouverte. L'explorateur aperçoit son appareil et se précipite mais la porte se referme. Assailli par les Morlocks, il monte sur sa machine, l'active promptement et retourne vers le passé.
L'appareil s'arrête le 5 janvier 1900. George retrouve ses amis et leur narre son histoire. Seul Filby le croit. Ses invités repartent mais Filby revient chez George. Il entend la machine se réactiver. En entrant dans le laboratoire, il constate que George et son appareil ont disparu. Il comprend pourquoi George a tiré sa machine dans le jardin, hors du laboratoire : les Morlocks ayant déplacé son véhicule, il se trouvera à l'extérieur du sphinx au terme de son voyage. Filby devine que son ami est parti rejoindre Weena et les Élois, pour tenter de rebâtir une civilisation. En observant les rayonnages de sa bibliothèque, il constate que George a emporté trois livres. Ils remplaceront ceux du futur, qui tombent en poussière.

## Fiche technique
- Titre : La Machine à explorer le temps
- Titre original : The Time Machine
- Réalisation : George Pal
- Scénario : David Duncan, d'après le roman de H. G. Wells
- Musique : Russell Garcia
- Photographie : Paul Vogel
- Montage : George Tomasini
- Production du film : George Pal
- Société de production[1] : George Pal Productions, Galaxy Films Inc. et MGM
- Budget : 750 000 $
- Pays d'origine :  États-Unis
- Langue : anglais
- Format : Couleurs - 1,66:1 - Mono - 35 mm
- Genre : Science-fiction
- Durée : 103 minutes
- Dates de sortie :
  - États-Unis : 17 août 1960
  - France : 7 décembre 1960
- Affiches : Reynold Brown (États-Unis), Roger Soubie (France)

## Distribution
- Rod Taylor (VF : Jean-Claude Michel) : George
- Alan Young (VF : Michel Roux) : David Filby / James Filby
- Yvette Mimieux (VF : Arlette Thomas) : Weena
- Sebastian Cabot (VF : Roger Carel) : Dr Philip Hillyer
- Tom Helmore (VF : Gabriel Cattand) : Anthony Bridewell
- Whit Bissell : Walter Kemp
- Doris Lloyd : Mme Watchett

## Distinctions

### Récompenses
- Oscar des meilleurs effets spéciaux (Gene Warren et Tim Baar) en 1961.

## Analyse

### Allusions
- Lorsque George arrive en 802 701, sa machine indique la date du mercredi 12 octobre, anniversaire de la découverte de l'Amérique par Christophe Colomb ;
- Le film mentionne la Seconde Guerre mondiale alors que la référence anglo-saxonne du roman est sa ré-écriture de 1924, qui ne mentionne que la Première. Dans sa version originale, l'explorateur ne fait aucune étape intermédiaire ;
- L'année 1966, où Londres est atomisée, rappelle la Guerre froide du début des années 1960 et la crainte d'un conflit nucléaire avec l'URSS. L'année 1966 peut ainsi être rapprochée du chiffre 666, celui de la bête de l'Armageddon, qui annonce la fin des temps ;
- La plaque du panneau de contrôle de la machine indique : Manufactured by H George Wells ;
- Élois (Eloï) signifie Mon Dieu en araméen. Morlock est une allusion à Moloch.

## Autour du film

### Acteurs et scénario
- Paul Scofield avait été le premier choix de George Pal pour jouer le rôle de George ;
- Pendant le tournage, Yvette Mimieux a fêté ses 18 ans ;
- Alan Young (Filby) est le seul acteur à apparaître à la fois dans ce film et dans le remake de 2002 ;
- George Pal avait prévu une suite à ce film mais la Metro-Goldwyn-Mayer en a rejeté les scénarios.

### Effets spéciaux
- La lave qui envahit le centre-ville de Londres en 1966 est de la farine d'avoine à l'orange enduite d'un colorant rouge, que l'on avait répandue sur une plate-forme et que l'on faisait descendre vers une maquette miniature ;
- contrairement à la version française en son monophonique, la version originale comporte quelques séquences en son stéréophonique, ce qui était novateur en 1960 si l'on excepte Fantasia, sorti en 1940.